# 2015년 2월
| 2015년: 1월 · 2월 · 3월 · 4월 · 5월 · 6월 · 7월 · 8월 · 9월 · 10월 · 11월 · 12월 |

| <            | 2015년 2월 | 2015년 2월 | 2015년 2월 | 2015년 2월  | 2015년 2월 | >          |
| 일           | 월         | 화         | 수         | 목          | 금         | 토         |
| 1 12.13 무신 | 2 14 기유  | 3 15 경술  | 4 16 신해  | 5 17 임자   | 6 18 계축  | 7 19 갑인  |
| 8 20 을묘    | 9 21 병진  | 10 22 정사 | 11 23 무오 | 12 24 기미  | 13 25 경신 | 14 26 신유 |
| 15 27 임술   | 16 28 계해 | 17 29 갑자 | 18 30 을축 | 19 1.1 병인 | 20 2 정묘  | 21 3 무진  |
| 22 4 기사    | 23 5 경오  | 24 6 신미  | 25 7 임신  | 26 8 계유   | 27 9 갑술  | 28 10 을해 |

| - 2월 28일 : 터키의 소설가. 야샤르 케말 - 2월 7일 : 슬로바키아 국민투표 - 2월 14일 : 나이지리아 대통령 및 총선거 - 2월 18일 : 레바논 대통령 선거 19차전 - 2월 28일 : 타지키스탄 총선 - 2월 28일 : 레소토 총선 편집하기 |

## 2015년2월 28일(토요일)
문학
- 튀르키예의 소설가 야샤르 케말이 사망했다.

## 2015년 2월 27일 (금요일)
사건사고
- 러시아에서 야권 지도자 보리스 넴초프가 총에 맞아 살해당했다.

사건사고
- 경기도 화성에서 한 남성이 공기총을 난사해 4명이 사망하고 1명이 부상당했다.

사회
- 월성원자력발전소의 재가동이 결정되었다.

정치
- 청와대는 청와대 비서실장에 이병기 현 국가정보원장을 내정하고 후임 국가정보원장에 이병호를 내정하였다.

## 2015년 2월 26일 (목요일)
사회
- 대한민국 헌법재판소에서 간통죄를 재판관 7 대 2의 의견으로 위헌으로 판결하면서 간통죄가 폐지되었다.

## 2015년 2월 25일 (수요일)
사건사고
- 대한민국 세종시에서 한 남성이 총기로 3명을 살해하였고 용의자도 자살하였다.

## 2015년 2월 16일 (월요일)
정치
- 이완구 국무총리 후보자 인준 동의안이 찬성 148표, 반대 128표, 무효 5표로 가결되었다.

## 2015년 2월 14일 (토요일)
사건사고
- 덴마크 코펜하겐에서 '표현의 자유' 토론회 도중, 총격을 가해 1명이 사망하는 사건이 발생했다.

## 2015년 2월 13일 (금요일)
사회
- 경기도 평택시에 위치한 한국양계농협의 달걀 가공공장에서 폐기물 달걀의 재사용 및 비위생적인 가공 실태가 드러나 큰 파문이 일어났다.

## 2015년 2월 12일 (목요일)
사건사고
- 서울특별시 광진구 능동 어린이대공원에서 사육사가 사자에게 물리는 사고가 발생하다.

## 2015년 2월 11일 (수요일)
사건사고
- 인천광역시 중구 영종대교 김포공항 방면 상부도로에서 차량 108여대가 연쇄 추돌하는 사고가 발생했다.
- 서울특별시 동작구 사당동의 동작구립 사당종합체육관 건설현장에서, 천장이 무너지는 사고가 발생했다.

## 2015년 2월 9일 (월요일)
정치
- 토니 애벗이 오스트레일리아 총리 재신임에 성공했다.

## 2015년 2월 8일 (일요일)
정치
- 새정치민주연합의 새 당 대표에 문재인이 선출되었다.

## 2015년 2월 6일 (금요일)
국제
- 후티가 예멘 의회를 해산하고 새 의회와 대통령 의원회 구성을 발표했다.

## 2015년 2월 5일 (목요일)
사건사고
- 광주의 한 아파트 인근 옹벽이 붕괴돼 차량 수십대가 콘크리트와 토사에 매몰되고 파손되는 피해를 입었다. 인명피해는 없었다.

## 2015년 2월 4일 (수요일)
국제
- 중화민국 타이베이 쑹산 공항을 이륙하고 있었던 트랜스아시아 항공 소속 ATR 72-600 여객기가 이륙 직후 고가도로와 충돌한 뒤, 추락하여 43명이 숨지고 15명이 다쳤다.

## 2015년 2월 3일 (화요일)
국제
- 국제사법재판소가 크로아티아 독립 전쟁에서 세르비아군의 인종학살에 대해 무혐의로 판시했다.
- 세르지오 마타렐라가 이탈리아 대통령에 취임하였다.

## 2015년 2월 2일 (월요일)
정치
- 새누리당의 새 원내대표로 유승민 의원이 선출되었다.

## 2015년 2월 1일 (일요일)
사건사고
- 2015년 2월 1일, 경기도 양주시 만송동의 농민마트에서 가스폭발과 함께 화재사고가 발생해 분신을 시도한 50대 여성이 사망했고 40대 점장이 크게 다쳤다.